# Freevideo
Freevideo, původně známé jako Freefoto, jsou pornografické webové stránky založené v roce 1998 v České republice, obsahující erotické a pornografické fotografie a videa k bezplatnému sledování.

## Vlastní tvorba
Od roku 2006 začalo Freevideo natáčet vlastní, placenou pornografickou produkci. Mezi nejznámější vlastní tvorbu webu patří především Rychlý prachy a dále např. sitcom Blechovi a pořad Lekce sexu, který pro web exkluzivně natáčel nejznámější český pornoherec Robert Rosenberg se svou manželkou Žanetou.

## Statistika
Stránky jsou od založení v českém jazyce a obsahují téměř 400 tisíc galerií fotografií a 55 tisíc videí. Jsou přístupné pouze z České a Slovenské republiky a měsíčně je navštíví více než 6 milionů unikátních návštěvníků, což je v dané lokalitě řadí na 1. místo v kategorii erotiky a pornografie. Na základě analýzy vyhledávání podle klíčových slov, kterou každoročně zpracovává společnost Seznam.cz, patří Freevideo mezi nejvyhledávanější slovo na českém internetu po boku globálních webů jako jsou Facebook, Youtube, Google.
Internetové stránky Freevideo vydávají vlastní statistiky o návštěvnosti.

## Historie
Webové stránky Freevideo byly na počátku technicky postavené na platformě TGP-2 a od roku 2008 plně podporují formát Porn 2.0 (tube). Webové stránky patří jsou historicky nejnavštěvovanějšími českými pornografickými stránkami vůbec.